# تارا هیلز (کالیفرنیا)
تارا هیلز (به انگلیسی: Tara Hills) یک منطقهٔ مسکونی در ایالات متحده آمریکا است که در شهرستان کنترا کوستا، کالیفرنیا واقع شده‌است. تارا هیلز ۱٫۶۵۴ کیلومتر مربع مساحت و ۵٬۱۲۶ نفر جمعیت دارد و ۲۸٫۰۴ متر بالاتر از سطح دریا واقع شده‌است.